# Casato di Mérode

Stemma principesco del Casato di Mérode

La famiglia principesca di Mérode è una delle più importanti casate della nobiltà belga.
Il cognome della famiglia e il nome del Casato è per lo più scritto de Mérode in francese ma in origine era von Merode dovuto al lignaggio tedesco della Casata. Il nome è pronunciato van Merode in olandese.
Il Casato di Mérode giocò un ruolo importante nella storia dei Paesi Bassi del Sud e del Regno del Belgio.

## Storia

### Origini
La famiglia deriva dal villaggio di Merode in Germania. Merode si trova nelle vicinanze della città di Düren che si trova tra Aquisgrana e Colonia ed era parte del Ducato di Julich. Oggi è parte della municipalità di Langerwehe nello stato della Renania Settentrionale-Vestfalia. Un ramo della famiglia possiede ancora il castello (Schloss Merode) da cui derivò il suo nome.
In origine la famiglia Merode ebbe il rango di Barone o Freiherr del Sacro Romano Impero. Durante il Medioevo la famiglia ebbe possedimenti e influenza a Colonia e in Renania e appartenevano all'aristocrazia 'reichsunmittelbar'. Favorito il monastero di Schwarzenbroich che fu anche il luogo di sepoltura per i defunti della famiglia. Dai figli di Werner III von Merode (+1278) discendono due diversi rami del casato. Il ramo maggiore fu chiamato 'Scheiffart von Merode'. Lo 'Scheiffart' o ramo 'tedesco' si estinse nel 1738. Il ramo minore sono i discendenti di Werner IV von Merode (1316). Questo ramo a sua volta si divise in rami diversi di cui il ramo dei Marchesi di Westerlo, chiamato 'de Mérode-Westerloo' sarebbe diventato quello di maggiore successo.

### XIV e XV secolo
Dal XIV secolo in poi un ramo della famiglia acquisito potere e possedimenti più ad ovest, nel ducato di Brabante e nel Principato vescovile di Liegi nel territorio dell'attuale Belgio. In quel periodo questi territori appartenevano ai Paesi Bassi Borgognoni e in seguito ai Paesi Bassi Asburgici.
Il matrimonio di Richard von Merode con Margaretha van Wesemael segnò una nuova era nella storia della famiglia. Grazie a questo matrimonio, il casato di Merode ereditò signorie importante nel Brabante, come Westerlo e la Contea di Olen. Jean II de Mérode sposò Adelheid van Hoorn nel 1451 e portò in possesso della famiglia anche Gheel, Diepenbeek e Duffel. Attraverso questi e altri matrimoni la famiglia Merode divenne una delle più importanti famiglie nobili del Ducato di Brabante.

### XVI e XVII secolo

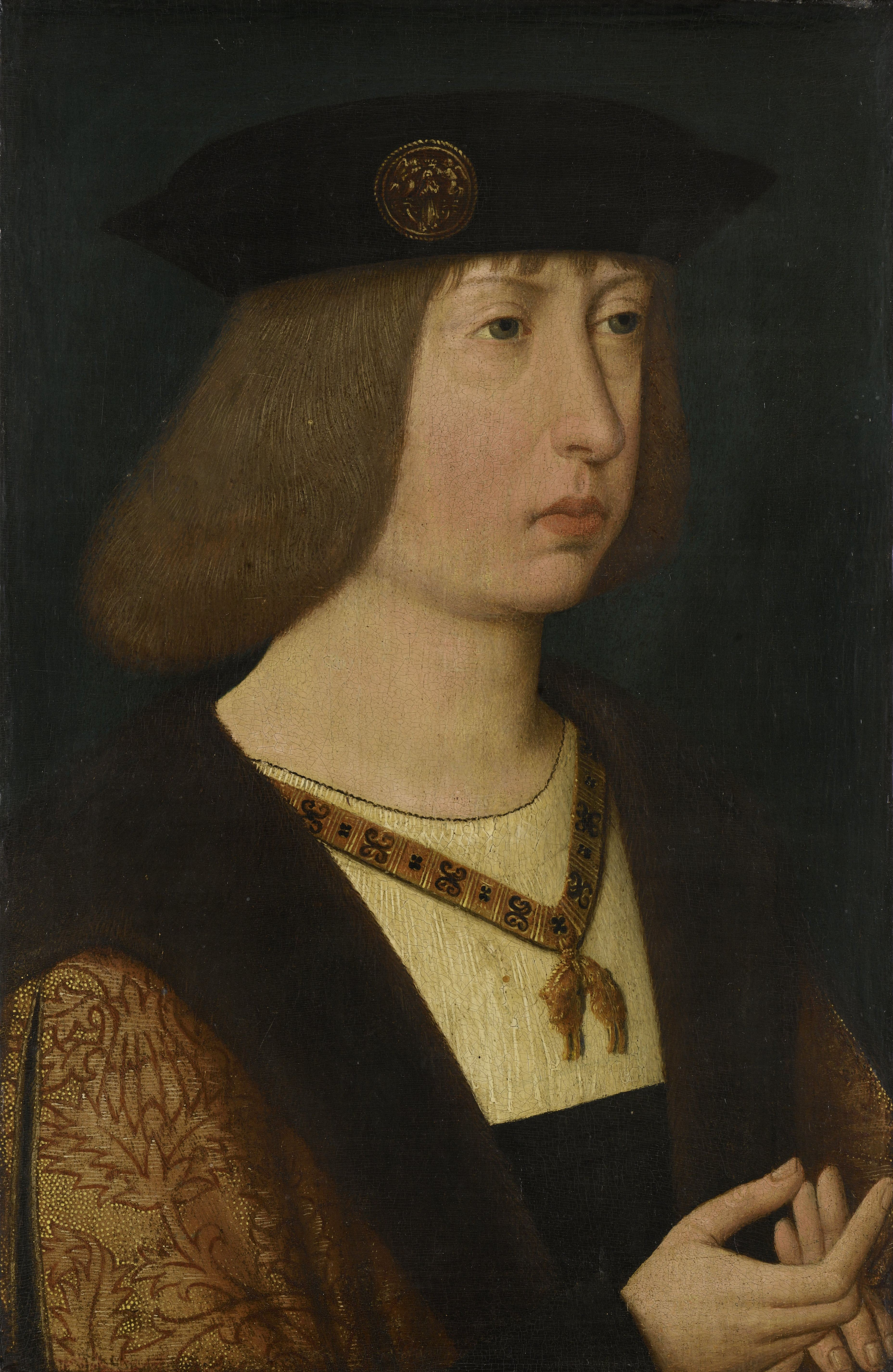
Filippo il Bello ritratto dal Meester van de Magdalenalegende

Jean II de Mérode detenne la posizione di Lord Ciambellano e consigliere di Filippo il Bello. Dopo la sua morte nel 1551 i suoi eredi ordinarono un monumento sepolcrale per lui e sua moglie che fu costruito dallo scultore di Anversa, Cornelis Floris e si trova nella Chiesa di Gheel: fu eretto nel 1554.

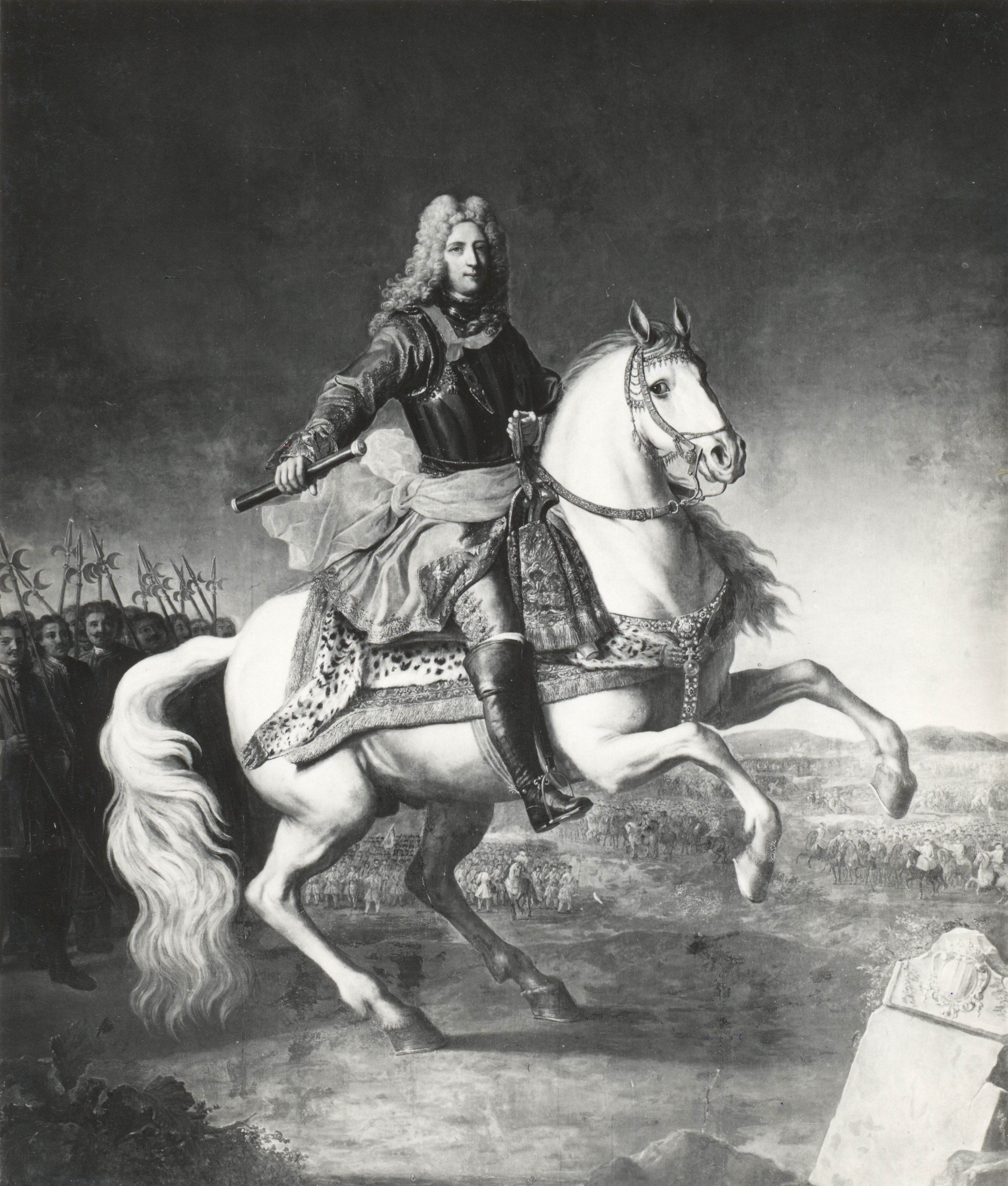
Jean-Philippe-Eugène de Mérode-Westerloo

La Guerra degli ottant'anni danneggiò notevolmente i possedimenti della famiglia Mérode. In epoca più prospera, dopo la Tregua dei dodici anni, la fortuna della famiglia crebbe nuovamente. Nel 1626 il titolo di Marchese di Westerlo fu concesso a Philippe I de Mérode da Re Filippo IV di Spagna, ma fu il suo pronipote, Jean-Philippe-Eugène de Mérode, marchese di Westerloo, a diventare il più illustre discendente del casato è conosciuto come 'Feld-Maréchal' (Maresciallo di Campo) de Mérode e divenne un cavaliere dell'Ordine del Toson d'oro. Servì come un importante comandante militare.

### XVIII secolo
Nel XVIII secolo il ramo di Mérode-Westerloo ottenne grande ricchezza e potere dovuti all'estinzioni di altri rami collaterali (Mérode-Houffalize, Mérode-Deinze, Mérode-Montfort, Mérode-Calvo) e un paio di matrimoni molto interessanti. Attraverso matrimonio acquisirono i domini e i titoli di 'Principe di Rubempré', 'Principe di Everberg', 'Principe di Grimbergen' e Marchese di Trélon.

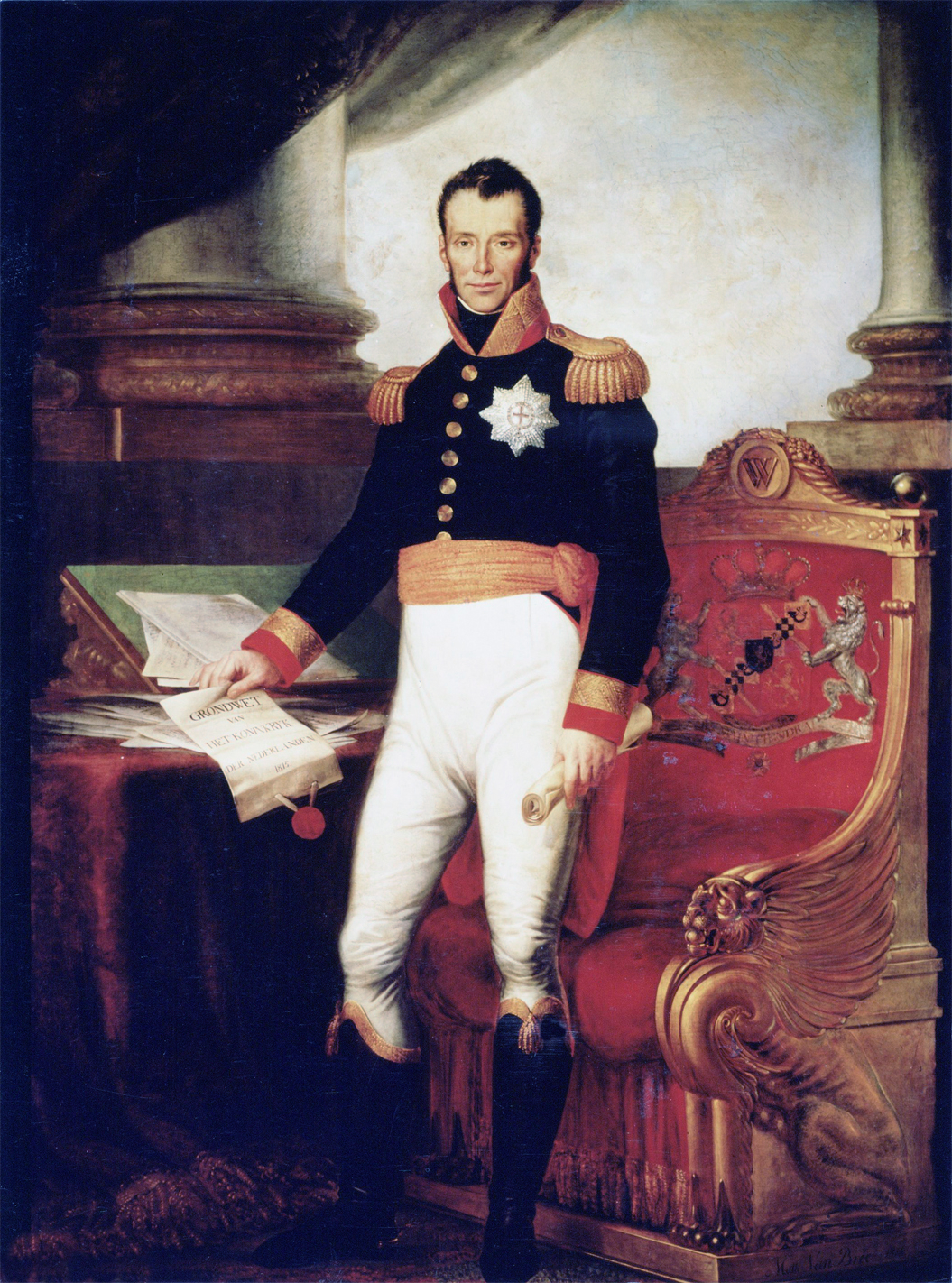
Guglielmo I dei Paesi Bassi

Durante la Rivoluzione francese i Paesi Bassi austriaci furono invasi dalle truppe repubblicane francesi e furono incorporati alla Repubblica Francese. I possedimenti della famiglia furono confiscati e i privilegi nobiliari aboliti. La famiglia fuggì in Germania per qualche tempo. Fu solo dopo la declamazione dell'Empire des Français da Napoleone nel 1804 che la famiglia poté riacquistare i loro domini e alcuni dei loro titoli. Una re-introduzione dei privilegi nobiliari comunque non sarebbe mai stata raggiunta. Come risultato i membri della famiglia Mérode divennero molto presenti nella politica e nella diplomazia. Charles-Guillaume-Ghislain de Mérode-Westerloo era stato attivo come ministro sotto il governo austriaco sin dal 1787 e avrebbe ricoperto numerosi altri incarichi di rilievo politico sotto i regimi successivi come Maire (Sindaco) di Bruxelles sin dal 1805 e Senatore dell'Empire des Français sin dal 1809. Nel 1815 divenne Gran Maresciallo della corte di Re Guglielmo I dei Paesi Bassi quando le province belghe erano parte del Regno Unito dei Paesi Bassi.

### XIX secolo

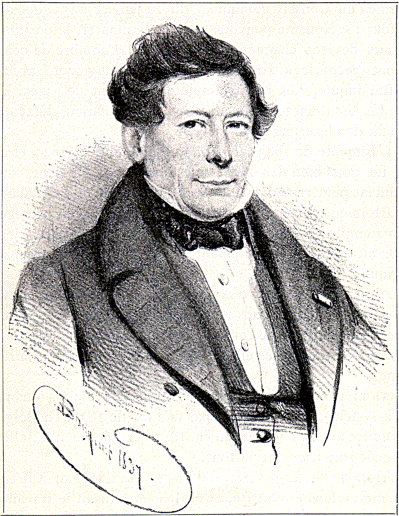
Il Conte Félix de Mérode

I suoi figli Henri, Félix, Frédéric e Werner avrebbero giocato un ruolo importante della rivoluzione belga e nella vita politica del Regno del Belgio. Frédéric de Mérode divenne un nuovo eroe nazionale quando fu ucciso nella battaglia vicino a Berchem durante la rivoluzione belga, mentre Félix de Mérode divenne un importante membro del Governo provvisorio del Belgio e del Congresso Nazionale del Belgio. Dopo le prime elezioni legislative belghe, Henri de Mérode divenne senatore, mentre i suoi fratelli, Félix e Werner divennero entrambi membri parlamentari.
I discendenti di Henri, Félix e Werner de Mérode avrebbe formato diversi rami i cui discendenti avrebbero continuato a svolgere un ruolo importante nella politica e nella diplomazia belga.
L'arcivescovo Francesco Saverio de Mérode era figlio di Félix.
In riconoscimento del ruolo della famiglia il rango principesco, prima del solo capofamiglia, dal 1930 spetta a tutti i suoi membri (invece di conte).
La famosa Cléo de Mérode, pur di nascita illegittima, discendeva dal ramo dei marchesi di Treslon. 

## Ritratti di famiglia

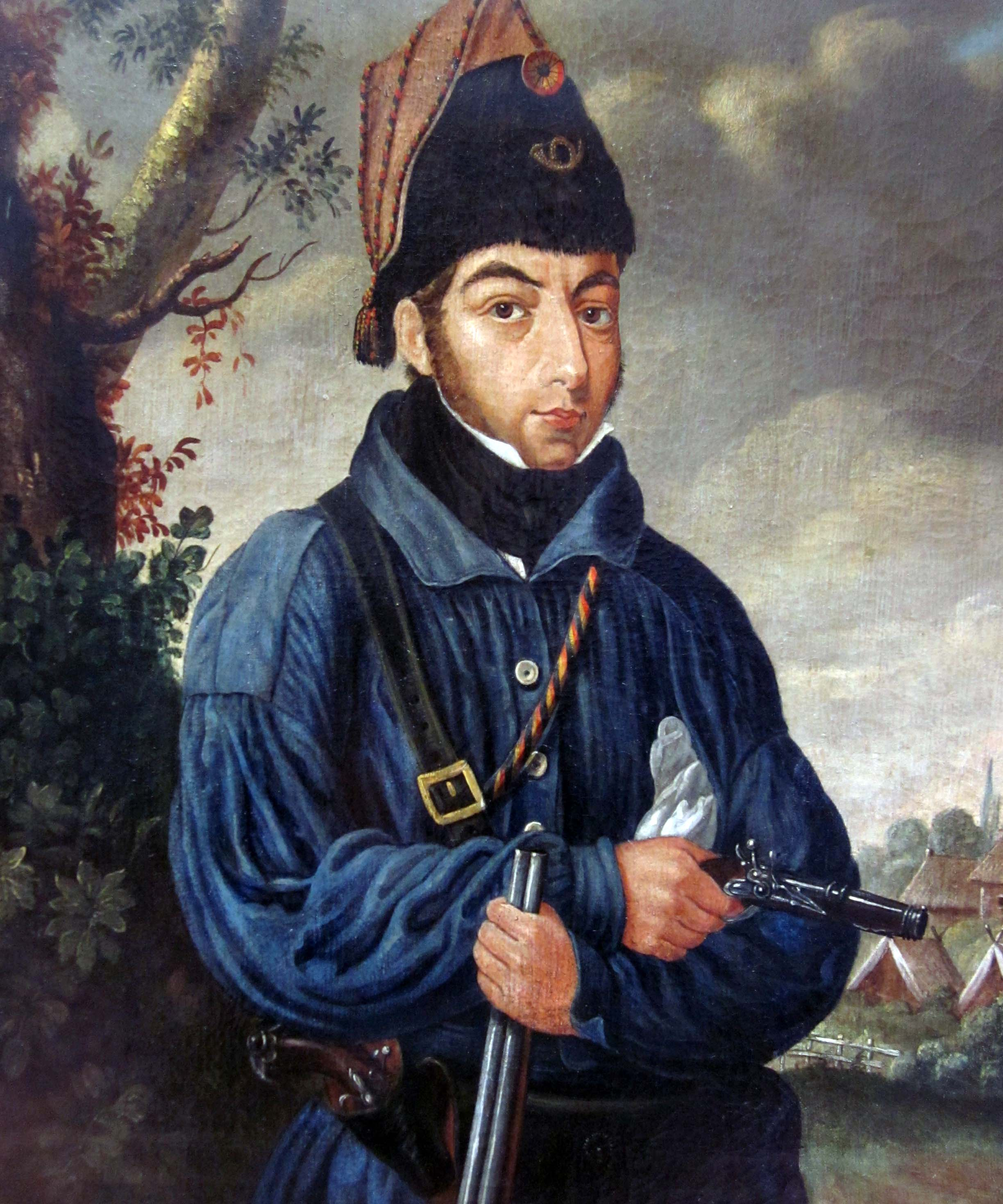
Frederic de Mérode
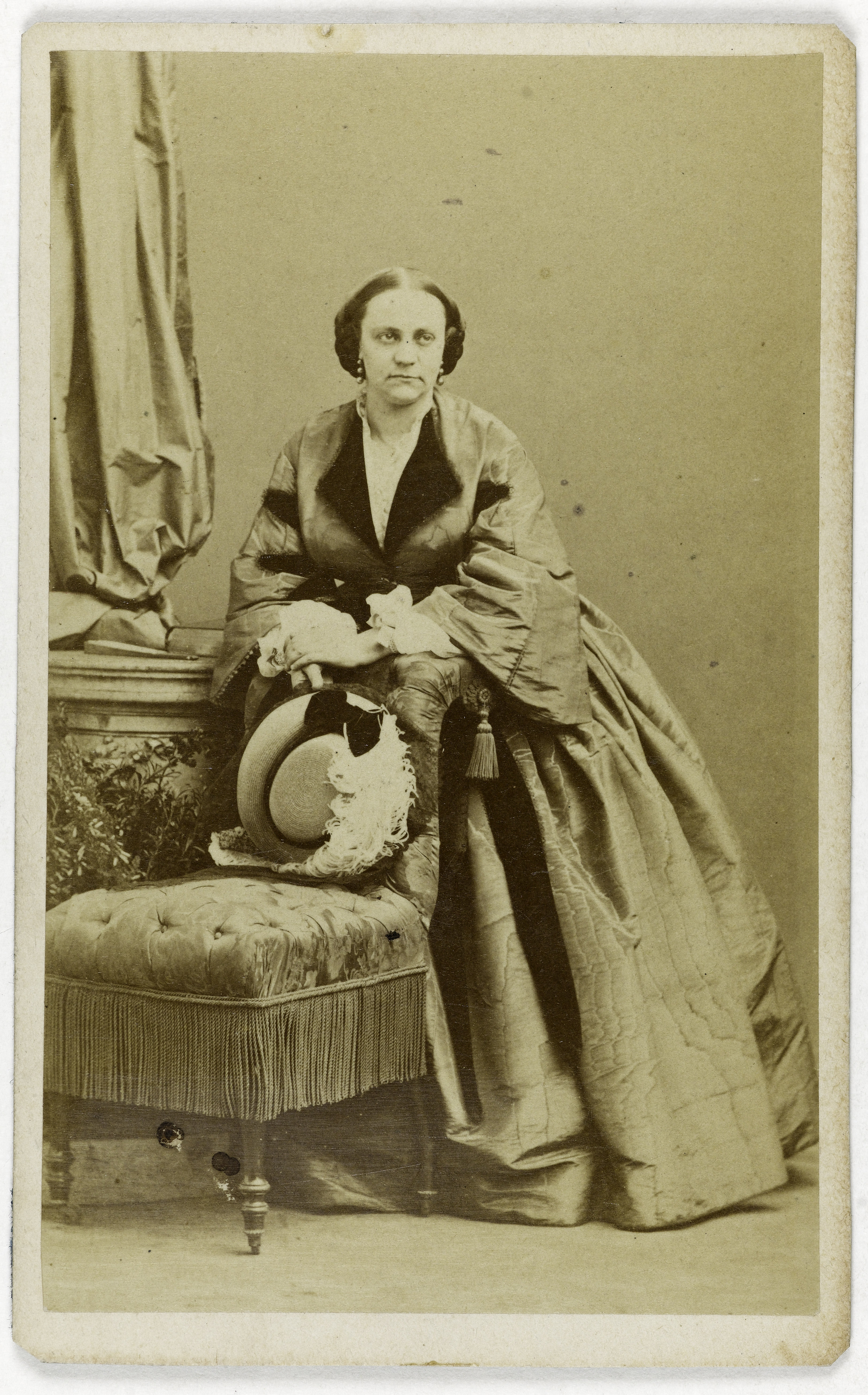
Antoinette de Mérode
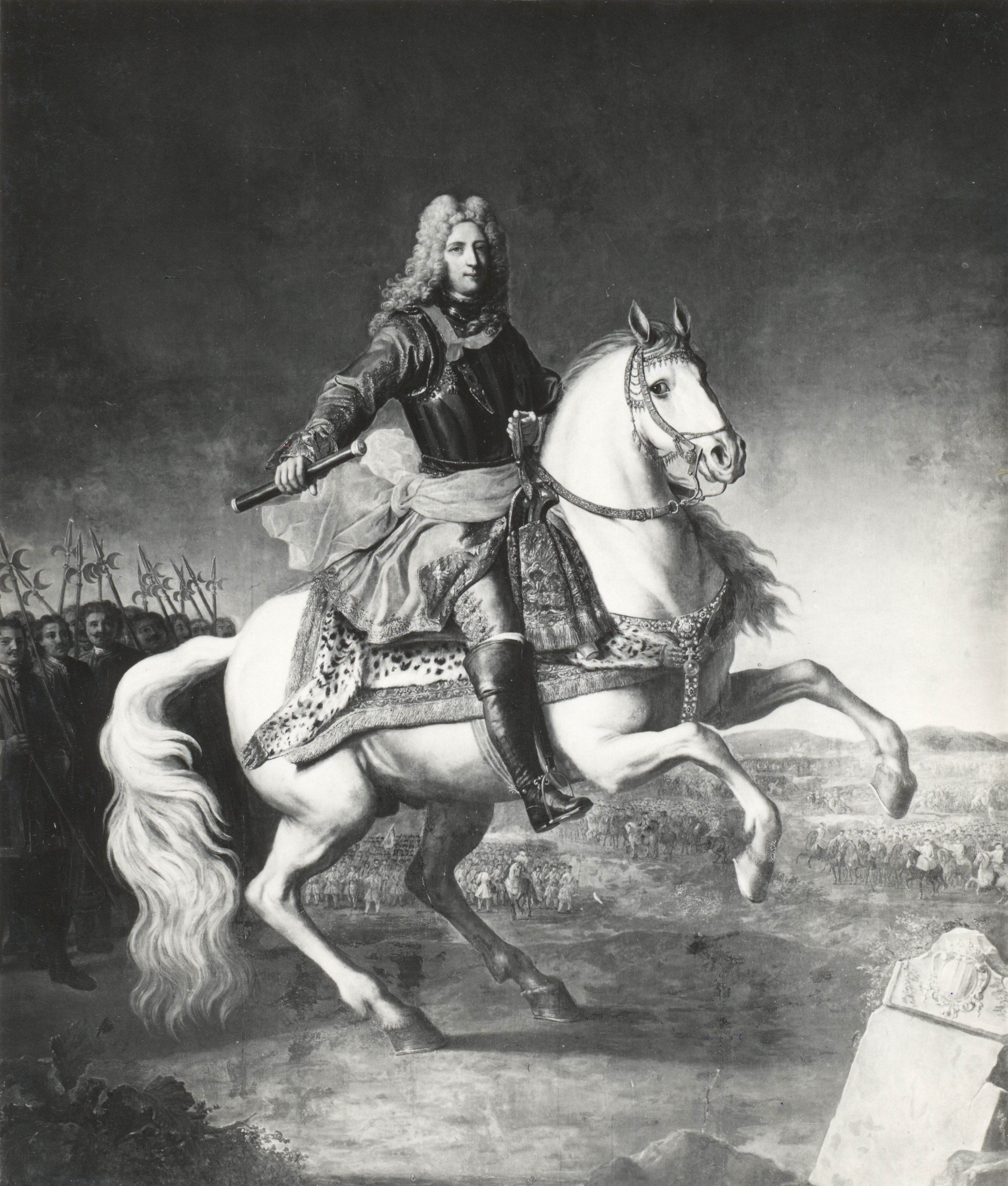
Jean-Philippe-Eugène de Mérode-Westerloo; V marchese di Westerloo
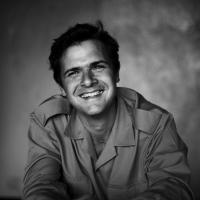
Emmanuel de Mérode